# Alfred Pringsheim
Pour les articles homonymes, voir Pringsheim.
Alfred Israel Pringsheim (1850-1941), beau-père de Thomas Mann, est un mathématicien et collectionneur allemand de souche ashkénaze. En mathématiques, il travaille en analyse réelle et complexe, particulièrement sur les fractions continues.

## Biographie

### Enfance
Son père, Rudolf Pringsheim (1821-1901), est un riche entrepreneur juif dans l'industrie ferroviaire et les mines de charbon. Rudolf et sa femme Paula, née Deutschmann (1827-1909), ont deux enfants, Alfred et Martha. Alfred est doué pour les sciences et la musique. Il poursuit ses études secondaires au fameux lycée Sainte-Marie-Madeleine de Breslau.

### Études et carrière
En 1868 il part étudier les mathématiques et la physique à Berlin, puis à l'université de Heidelberg. Il obtient son doctorat en mathématiques en 1872 sous la direction de Leo Königsberger. En 1875, il déménage de Berlin, où ses parents habitent, pour Munich où il obtient son habilitation en 1877, devient « Privatdozent » deux ans plus tard à l'université Louis-et-Maximilien de Munich. Il y est nommé professeur extraordinaire en 1886. Il est élu membre ordinaire de l'Académie bavaroise des sciences en 1898 et le demeure jusqu'en 1938. Il est également membre de l'Académie des sciences de Göttingen et de l'Académie allemande des sciences Leopoldina. Il obtient le professorat ordinaire en 1901 et l'éméritat en 1922.

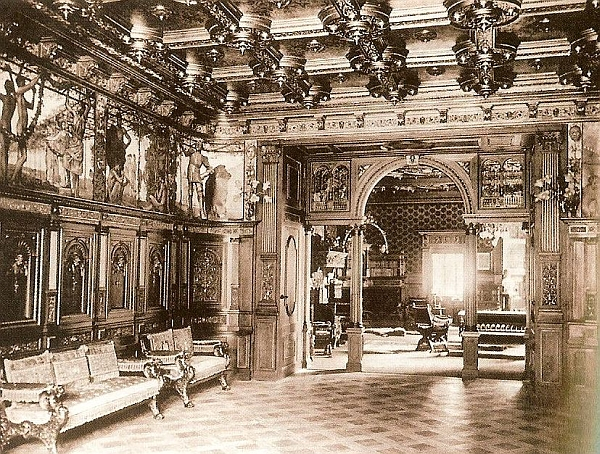
En 1889, il s'installe au palais Pringsheim, 12 rue Arcis à Munich.

Il dirige entre autres la thèse de Hans Hamburger.

### Vie privée
Alfred se marie avec Hedwig Dohm, qui était précédemment actrice à Berlin. Ils ont trois fils et une paire de jumeaux, Klaus et Katharina (« Katia »), qui se marie avec Thomas Mann. Celui-ci fait le portrait de son beau-père dans le personnage de Samuel Spoelman de son roman Altesse royale.
En dehors des mathématiques, Alfred est musicien, et collectionneur de majoliques et de tableaux.